# Lerskifer
Lerskifer består primært af ler og aflejringer fra dyr og planter, som sidenhen er blevet komprimeret af de overliggende lag. Det er et forholdsvist blødt materiale, som ikke tåler aggressive rengøringsmidler. Lerskifer har endvidere tilbøjelighed til at delaminere (spaltes) ved udsættelse for frost. Lerskifer kræver iltfattige forhold, da bundlevende dyr vil gennemrode leret under sedimentationen. I så fald kaldes det en 'muddersten'.
Under regionalmetamorfose (fortsat begravelse) omdannes lerskifer successivt til de metamorfe bjergarter skifer, fyllit, glimmerskifer og paragnejs. Lerskifer kan endvidere omdannes til hornfels ved kontaktmetamorfose (bagning ved kontakt med glødende magma).
| Geologi | Spire Denne artikel om geologi er en spire som bør udbygges. Du er velkommen til at hjælpe Wikipedia ved at udvide den. |